# Artibi
|  | Per a altres significats, vegeu «Artifi». |

Artibi (Artybius, Artybios o Artiphius, Artiphios) fou un general persa del temps de Darios I el Gran.
Després d'esclatar la revolta de Jònia (499 aC) el rei el va enviar cap a Xipre per restaurar a Gorgos, el rei de Salamina de Xipre que era favorable als perses i que havia estat deposat pel seu germà Onèsil o Onèsilos, favorable a la Revolta Jònica (498 aC). Artifi va sortir de Cilícia i va desembarcar prop de Salamina obligant a Onèsil a aixecar el setge d'Amantos (Amanthus) ciutat que romania lleial a Pèrsia. Els rebels esperaven l'ajut dels jonis però aquestos no van voler arriscar la seva flota contra els vaixells fenicis per anar a defensar Salamina. Artibi va atacar Onèsil muntat en un cavall entrenat per posar-se dret enfront dels soldats d'infanteria, però Onèsil va separar les potes de l'animal amb un ganxo de collita i el va matar així com al genet; els perses estaven a punt de ser derrotats però els aristòcrates xipriotes van abandonar a Onèsil que llavors fou derrotat.
Els perses van restaurar a Gorgos però Artibi ja no ho va veure.